# O Tempo e o Vento (filme)
O Tempo e o Vento é um filme brasileiro dirigido por Jayme Monjardim. Estreou em 20 de setembro de 2013, levando 711.267 espectadores aos cinemas e obteve uma renda de 7,7 milhões de reais em bilheteria. O filme é baseado no primeiro volume da série O Tempo e o Vento, do escritor gaúcho Érico Veríssimo.
Foi exibida pela TV Globo em formato de minissérie em 3 capítulos, entre os dias 1.º e 3 de janeiro de 2014. A versão em minissérie foi reapresentada pelo Viva entre os dias 13 e 27 de agosto de 2022, substituindo o especial Levando a Vida. Foi transmitido aos sábados em um novo horário das 22h; foi também a última série a ser exibida no canal até sua nova pausa, sendo que o espaço foi ocupado pelas reprises das séries humorísticas.

## Sinopse
O filme retrata uma história de 300 anos da família Terra Cambará e da oponente família Amaral, a partir da perspectiva da personagem Bibiana. A história de lutas entre as duas famílias começa nas Missões e vai até o final do século XIX. A longa metragem apresenta também o período de formação do estado do Rio Grande do Sul e a disputa de território entre as coroas portuguesa e espanhola.

## Elenco

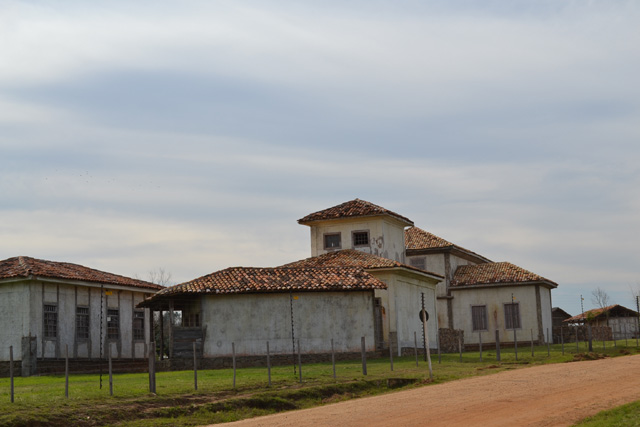
Cidade cenográfica: Santa Fé reproduzida no pampa gaúcho (foto: Sec. Cultura/RS)

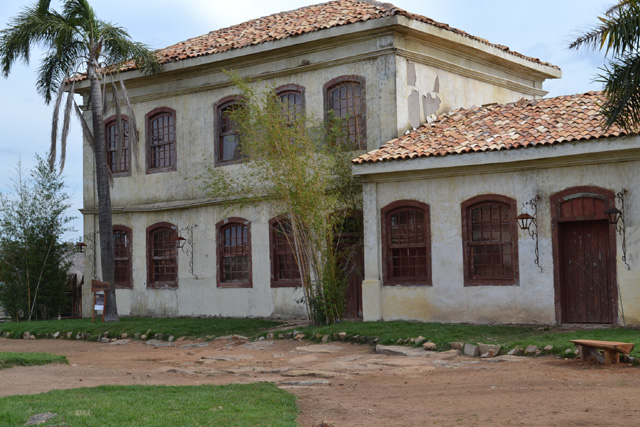
O sobrado descrito por Érico Veríssimo na cidade cenográfica (foto: Sec. Cultura/RS)

| Ator                    | Personagem                  |
| ----------------------- | --------------------------- |
| Thiago Lacerda          | Capitão Rodrigo Cambará     |
| Fernanda Montenegro     | Bibiana Terra Cambará       |
| Janaína Kremer          | Bibiana Terra Cambará       |
| Marjorie Estiano        | Bibiana Terra Cambará       |
| Cléo Pires              | Ana Terra                   |
| Suzana Pires            | Ana Terra                   |
| José de Abreu           | Ricardo Amaral              |
| Paulo Goulart           | Ricardo Amaral Neto         |
| Mayana Moura            | Luzia Silva Cambará         |
| Igor Rickli             | Bolívar Terra Cambará       |
| Rafael Cardoso          | Florêncio Terra (Jovem)     |
| Elisa Volpatto          | Alice Terra Cambará         |
| Luiz Carlos Vasconcelos | Manoel Terra (Maneco Terra) |
| Leonardo Medeiros       | Bento Amaral                |
| Cyria Coentro           | Henriqueta Terra            |
| César Troncoso          | Padre Alonzo                |
| Cacá Amaral             | Pedro Terra (idoso)         |
| Leonardo Machado        | Marciano Bezerra            |
| Cris Pereira            | Juvenal Terra               |
| Marat Descartes         | Licurgo Cambará             |
| Vanessa Lóes            | Maria Valéria Terra         |
| Matheus Costa           | Pedro Missioneiro           |
| Martin Rodrigues        | Pedro Missioneiro           |
| Áurea Baptista          | Arminda                     |
| Danny Gris              | Florêncio Terra (Idoso)     |
| Roberto Brindelli       | Dentinho de Ouro            |
| José Henrique Ligabue   | Antônio Terra               |
| Marcos Verza            | Padre Otero                 |
| Kaic Crescente          | Rodrigo Terra Cambará       |

### Galeria

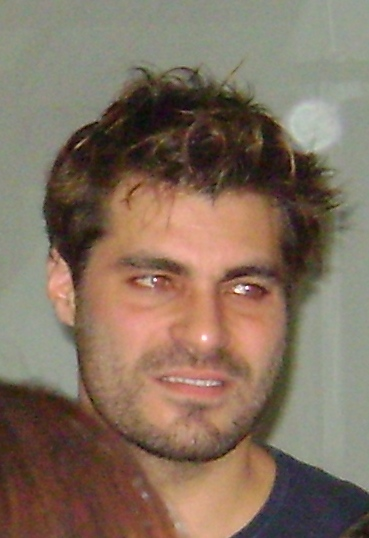
Thiago Lacerda Capitão Rodrigo
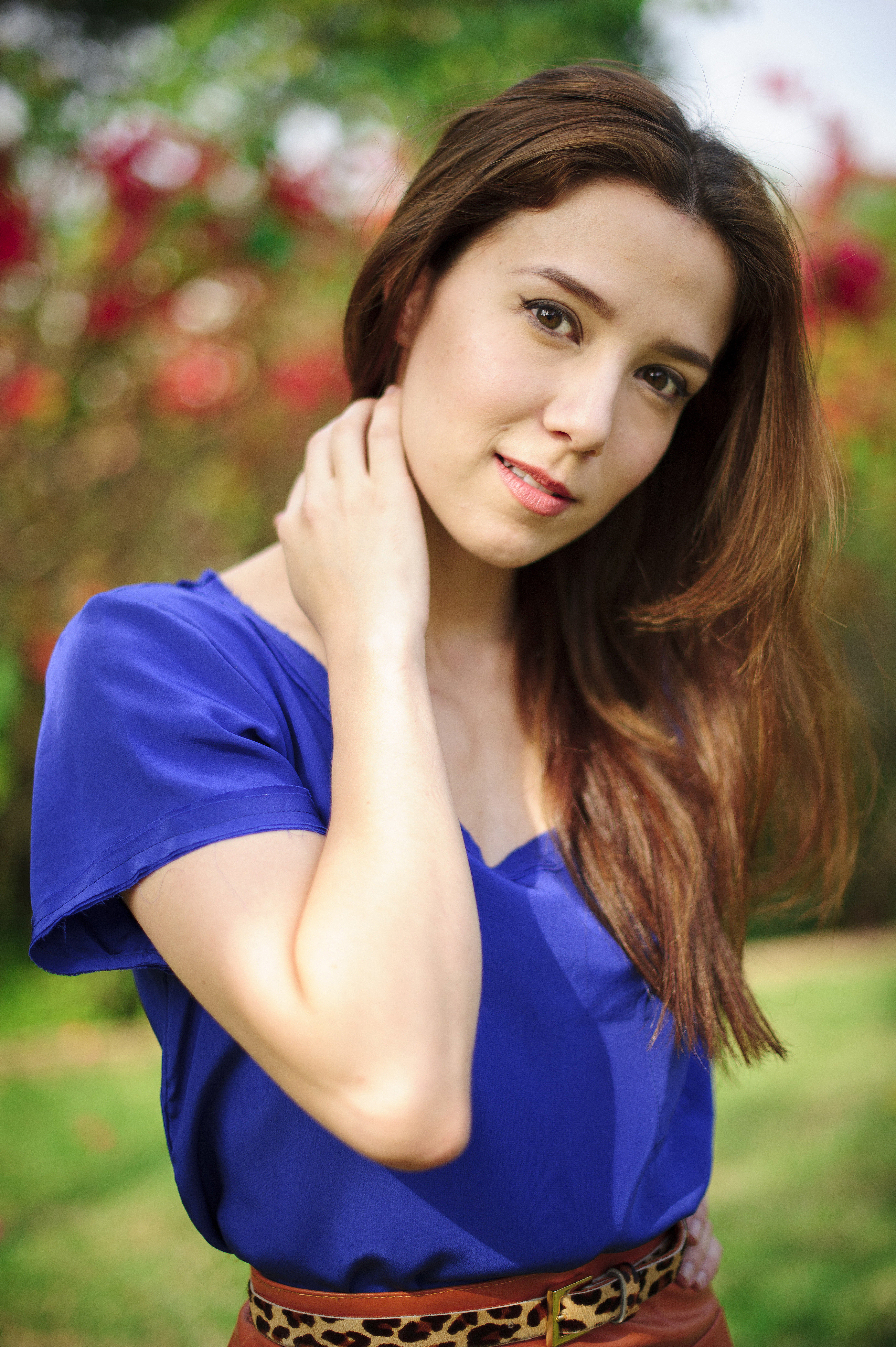
Marjorie Estiano Bibiana (Jovem)
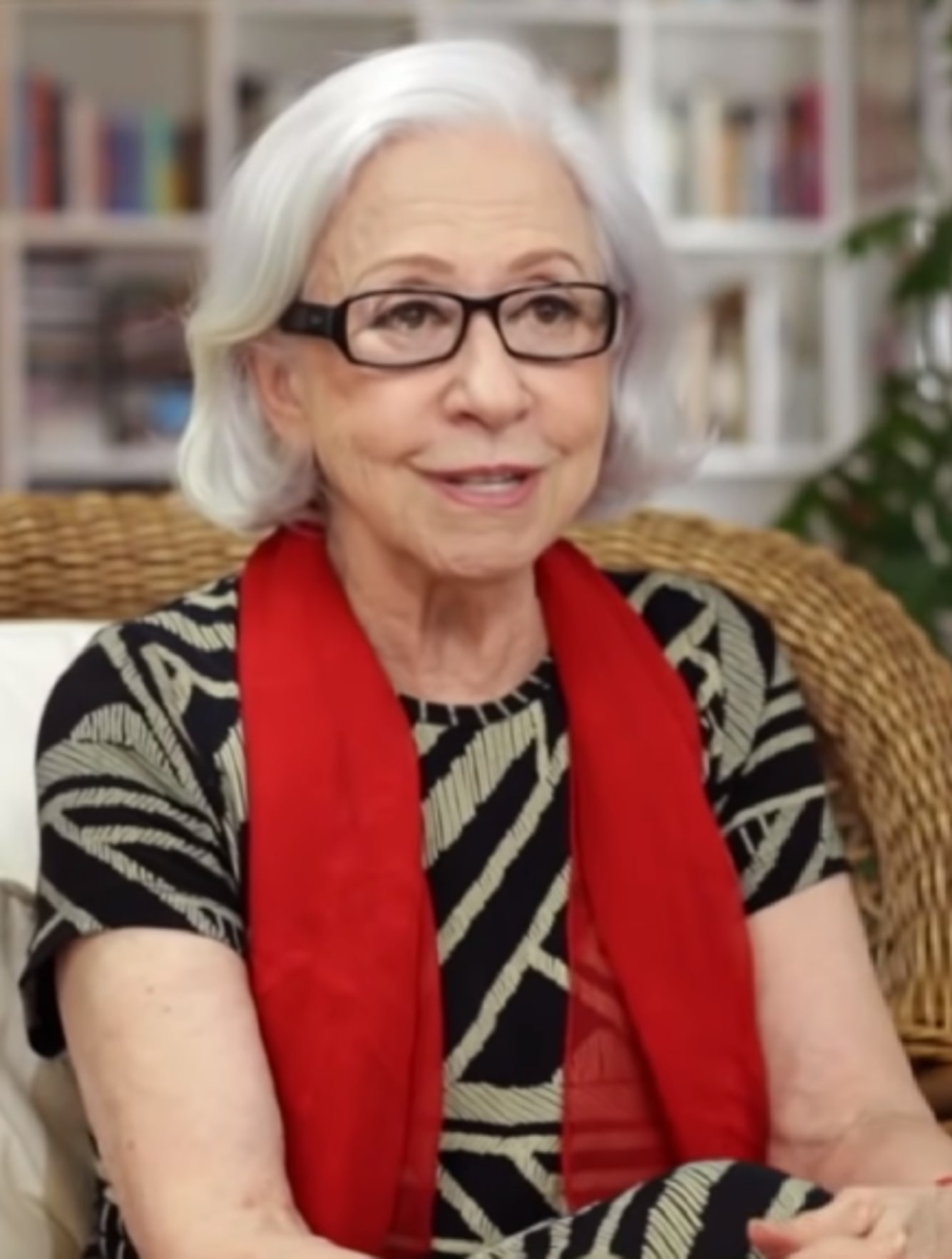
Fernanda Montenegro Bibiana (Adulta)
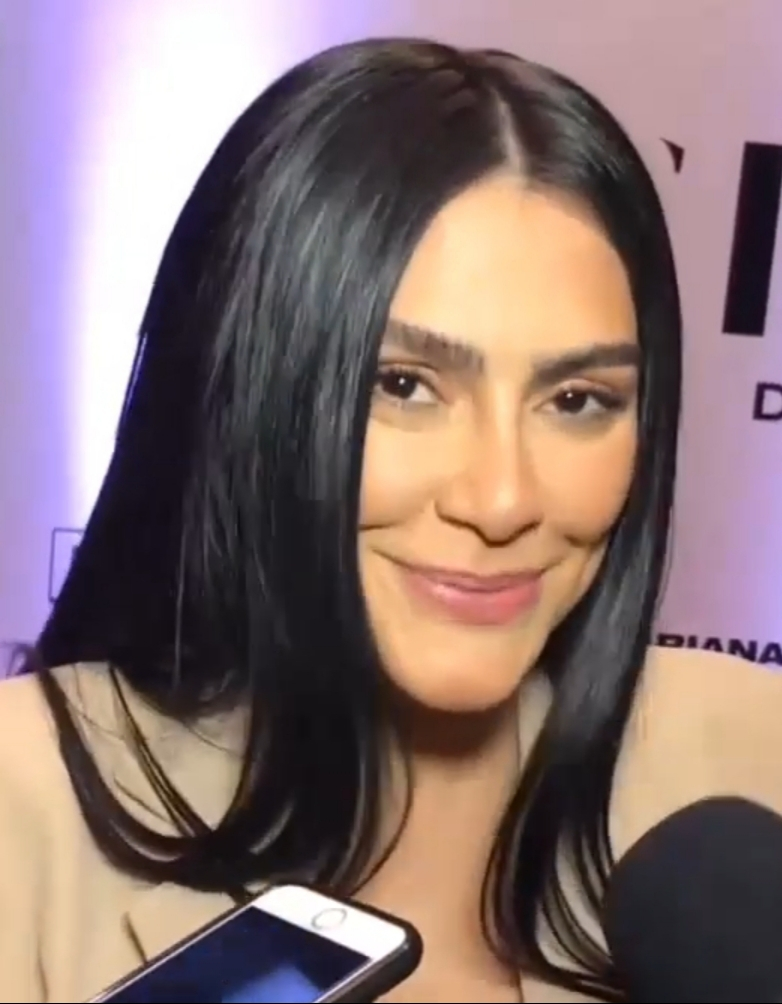
Cleo Ana Terra (Jovem)
Paulo Goulart Ricardo Amaral
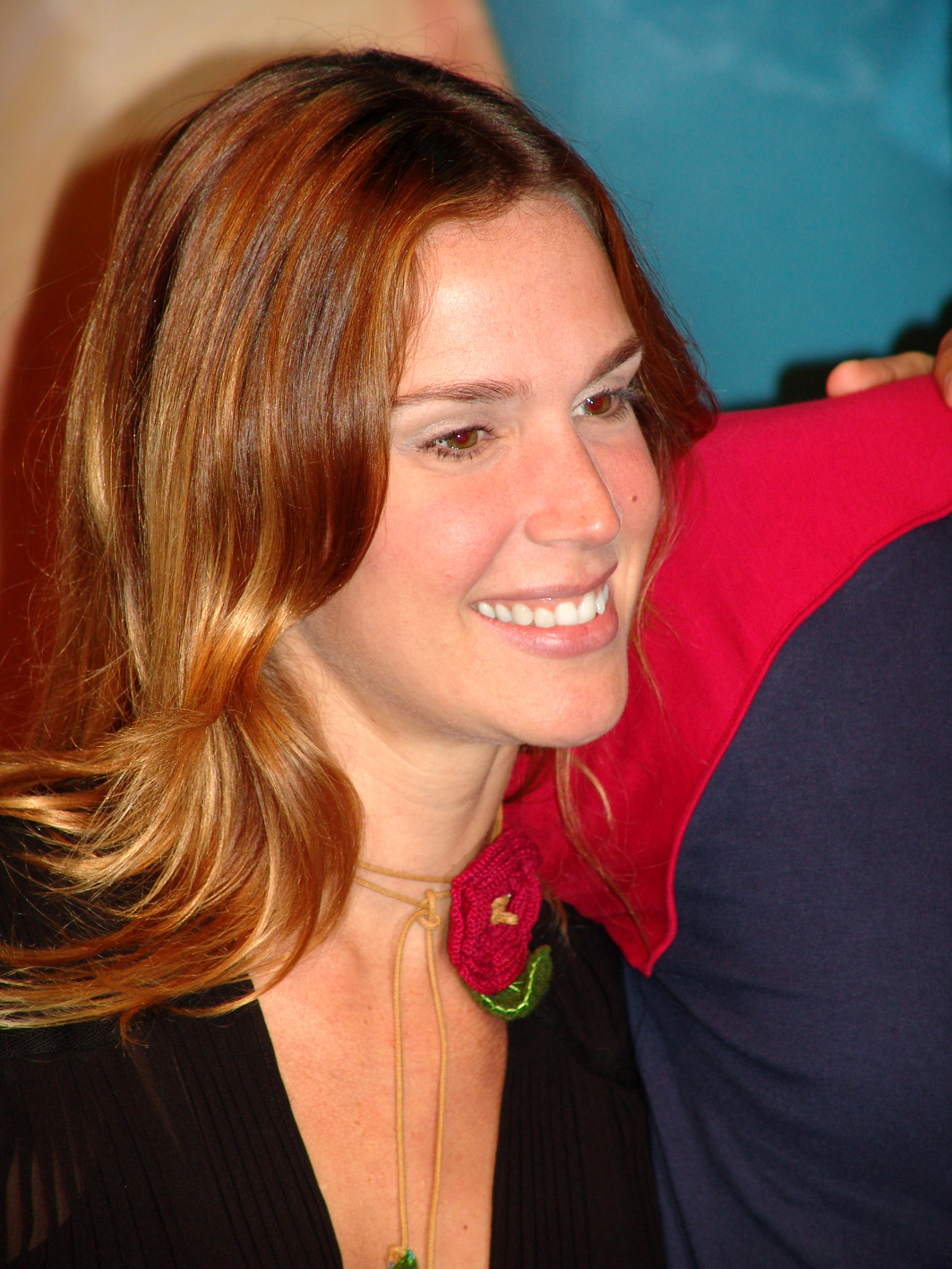
Vanessa Lóes Maria Valéria
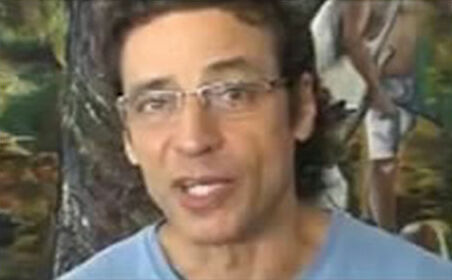
Luiz Carlos Vasconcelos Maneco Terra

## Prêmios

### Venceu
- Troféu Lente de Cristal de Melhor Filme - 5º Cinefest Brasil/Montevidéu.[10][11]
- 10º Prêmio Fiesp/Sesi de Cinema de Melhor Direção de Arte.[12]

### Indicado
Prêmio da Academia Brasileira de Cinema.
- Direção: Jayme Monjardim.
- Atrizes: Marjorie Estiano e Fernanda Montenegro (finalista).
- Atores: Paulo Goulart e Thiago Lacerda.
- Atrizes coadjuvantes: Cyria Coentro, Suzana Pires e Vanessa Lóes.
- Atores coadjuvantes: César Troncoso, José de Abreu e Martin Rodrigues.
- Roteiro Adaptado: Letícia Wierzchowski e Tabajara Ruas (por adaptar a obra “O tempo e o Vento – O Continente”).
- Direção de Fotografia: Affonso Beato, ASC/ABC. (finalista)
- Direção de Arte: Tiza de Oliveira (finalista).
- Figurino: Severo Luzardo.
- Maquiagem: Marisa Amenta.
- Montagem: Gustavo Giani.
- Som Direto: Jorge Saldanha.
- Edição Sonora: Alessandro Laroca.
- Mixagem: Alessandro Laroca, Armando Torres Jr. e Eduardo Virmond Lima (finalistas).
- Trilha sonora Original: Alexandre Guerra.